# Fimbristylis distincta
Fimbristylis distincta är en halvgräsart som beskrevs av Stanley Thatcher Blake. Fimbristylis distincta ingår i släktet Fimbristylis och familjen halvgräs. Inga underarter finns listade i Catalogue of Life.